# Ru d'Aulnay
Le ru d’Aulnay est un ruisseau du département des Hauts-de-Seine en région Île-de-France, se jetant dans le Grand canal du parc de Sceaux d’où sort le ru des Morteaux, affluent de la Bièvre.

## Description
Le ru d'Aulnay se jette dans le Grand canal du parc de Sceaux également alimenté sur sa rive ouest par le ru de Châtenay entièrement recouvert au cours des années 1950. Le ru des Morteaux également recouvert sort du bord sud du Grand canal et se jette dans la Bièvre souterraine à Antony.
Ces 3 petits ruisseaux encore en partie visibles sur les cartes du début des années 1950 forment donc un ensemble hydraulique local.
Contrairement au ru des Morteaux et au ru de Châtenay, une partie du ru d’Aulnay coule à l’air libre sur une distance d’environ 1 km dans le Parc et dans l’Arboretum de la Vallée-aux-Loups de Châtenay-Malabry.
Le ru d'Aulnay qui prend sa source, actuellement enterrée, à Châtenay-Malabry près de l’angle de l’avenue de la Division-Leclerc et de l’avenue Henri-de-la-Touche a creusé la vallée d'Aulnay. Le ruisseau longe le côté sud de la voie de la Vallée aux Loups et pénètre dans le parc de la Vallée aux Loups sur une distance de 150 mètres en souterrain, y ressort à l’air libre, traverse ensuite le domaine privé de la Fontaine Levron, passe sous la rue Eugène-Sinet et parcourt l’arboretum. Après l’arboretum, le ru revient en souterrain le long des rues Eugène-Sinet et Marc-Sangnier. Le chemin du ru d’Aulnay à Sceaux évoque ce petit cours d’eau qui passe ensuite sous le TGV Atlantique et la coulée verte du Sud parisien et parcourt en souterrain la partie nord-ouest du parc de Sceaux jusqu’au Grand canal.

## Galerie

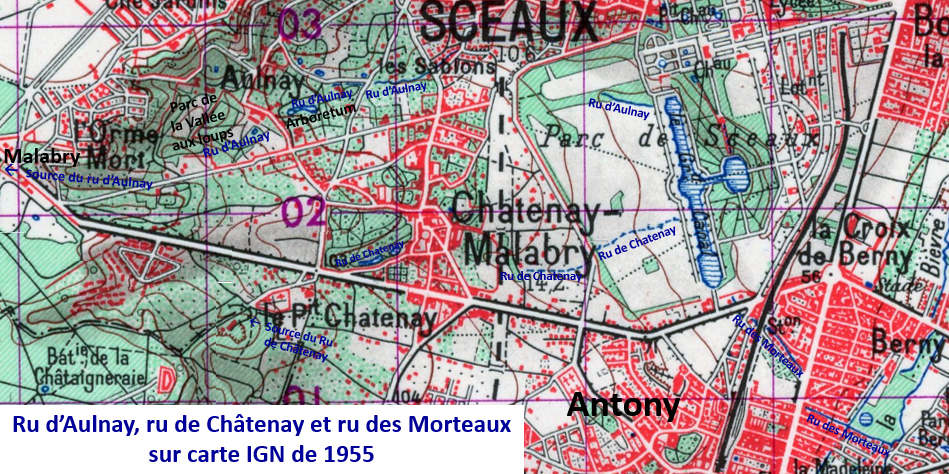
Ensemble hydraulique des rus d'Aulnay, de Châtenay et des Morteaux sur carte de 1955
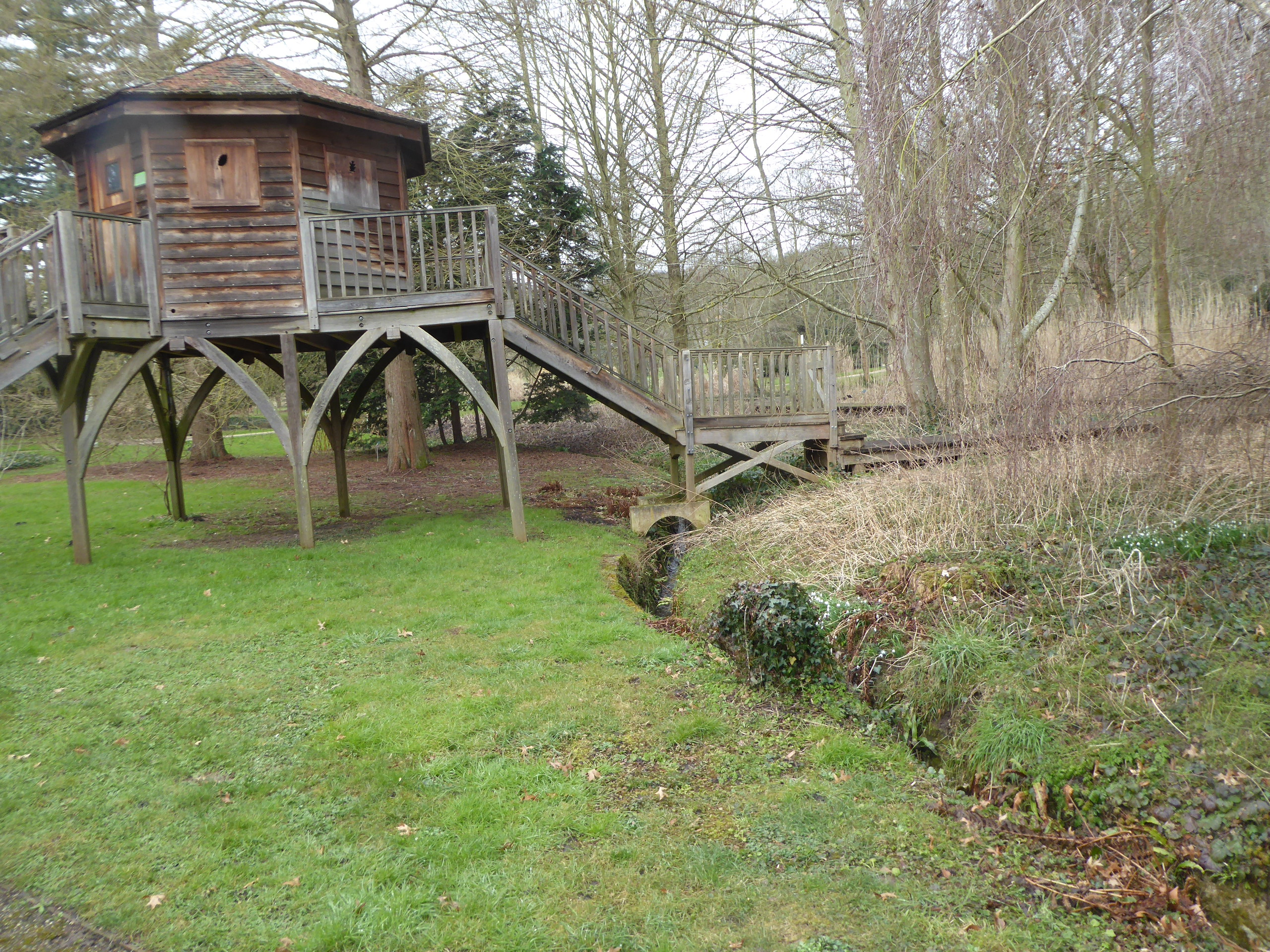
Ru d'Aulnay dans l'arboretum près de la cabane perchée
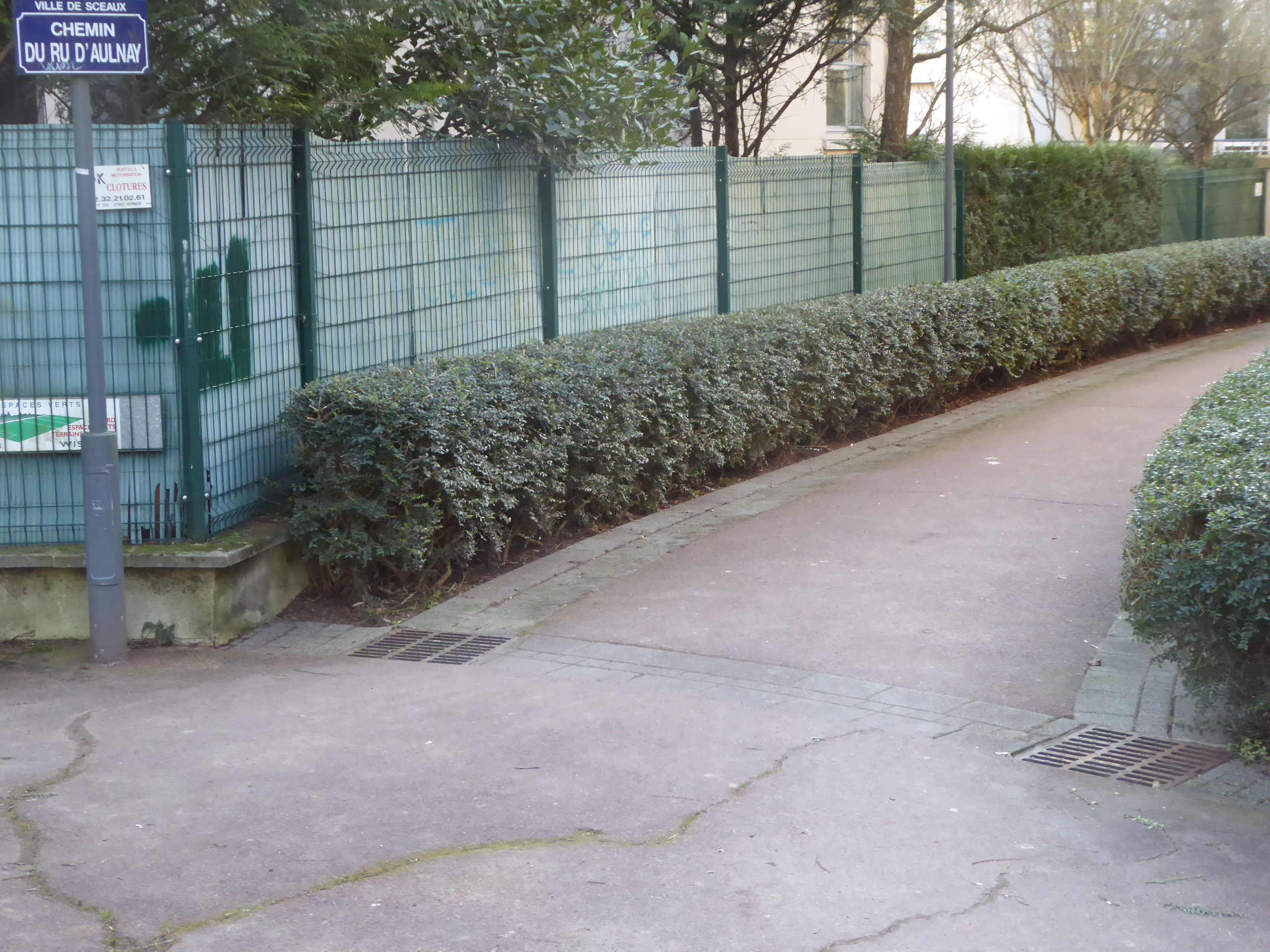
Chemin du ru d'Aulnay à Sceaux
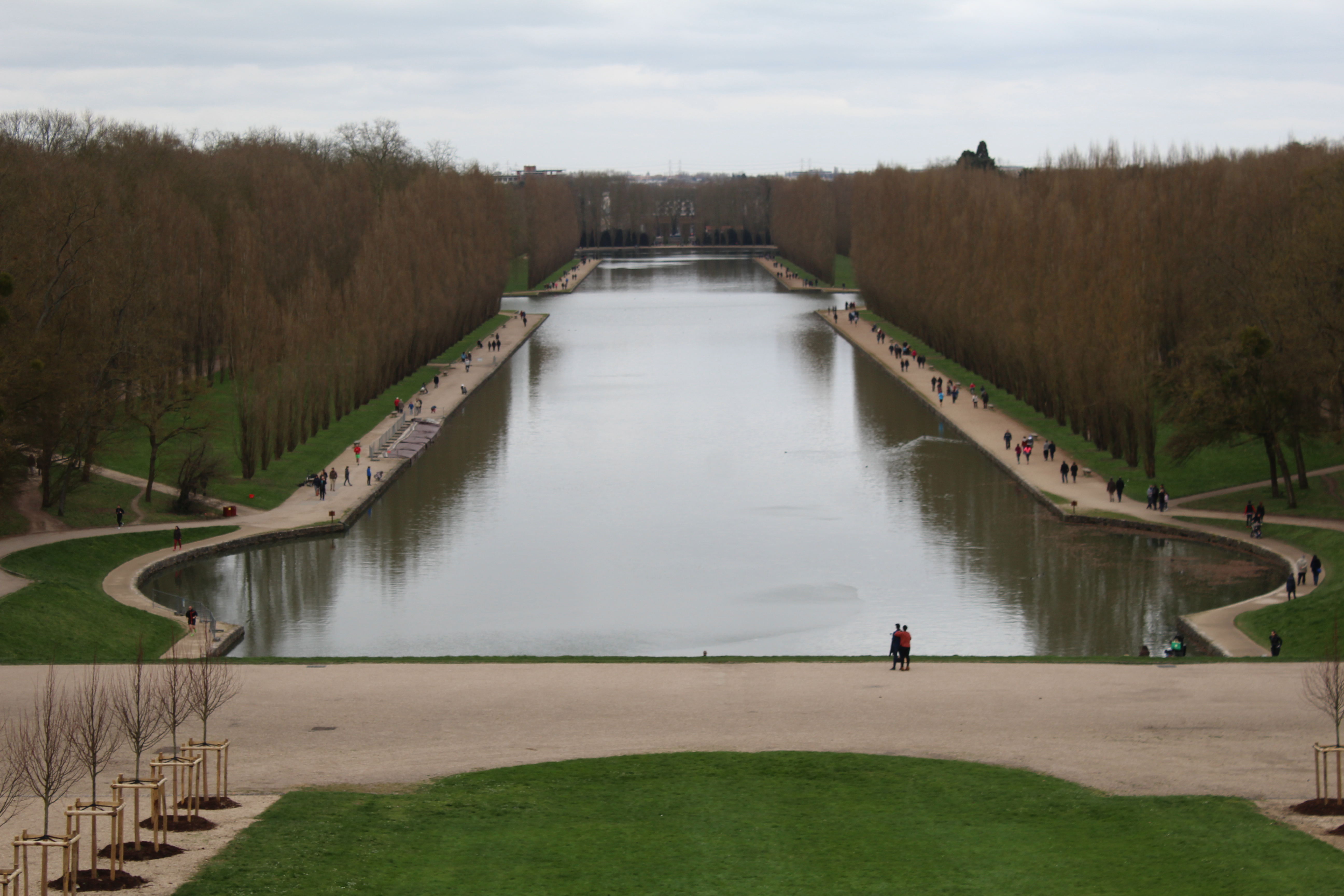
Le Grand Canal du Parc Sceaux